# Fredigundis
Fredigundis är en tysk opera i tre akter med musik av Franz Schmidt och libretto av Bruno Warden och I.M. Welleminsky efter en sägen från Kleine Romane aus der Völkerwanderung av Felix Dahn.

## Historia
Schmidt komponerade operan mellan åren 1916-21. Under den tiden förvärrades hans första frus mentala hälsa och hon blev oberäknelig och våldsam (hon slutade sina dagar på ett mentalsjukhus och Schmidt gifte om sig året efter premiären). Detta påverkade onekligen operans slutresultat på en för Schmidt ogynnsam situation. Vid premiären den 19 december 1922 på Konzerthaus Berlin fann den inte nåd hos vare sig publik eller kritiker. Handlingen ansågs ofullständig och fånig. Schmidt hade medvetet valt en text som skulle chocka publiken på samma expressionistiska sätt som hos Richard Strauss operor Salome och Elektra, men så blev aldrig fallet. Den påfallande smäktande och välbalanserade musiken rimmade illa med handlingens grymma och sadistiska innehåll. 
Operans handling rör sig kring den merovingiske kungen Chilperik I och hans älskarinna (senare drottning) Fredegund på 500-talet.

## Personer
- Kung Chilperich (Chilperik I) (baryton)
- Hertig Drakolen (bas)
- Landerich (tenor)
- Fredigundis (Fredegund) (sopran)
- Rulla (sopran)
- Galswintha (stum roll)

## Handling
Akt I
Kung Chilperich för hem sin stumma brud Galswintha på floden Seine. Brudföljet beskådas av den rödhåriga hovdamen Fredigundis. Den unge Landerich kommer för att uppvakta henne men hon har redan fått en vision om en kunglig framtid. Hans fader, hertig Drakolen, blir rasande över sonens planer och förvisar honom till ett kloster. Efter en storm flyr Chilperich och Fredigundis i en båt. Landerich går i kloster.
Akt II
Några månader senare, då kungen eskorterar Galswintha till sitt sovgemak, blir han stoppad av Drakolen som varnar kungen för Fredigundis. Kungen avvisar hans råd. En beslöjad Fredigundis smyger fram och mördar drottningen, varpå hon flyr. Men Drakolen får tag i en hårlock från hennes huvud. Han visar denna för sonen, som nu är biskop av Rouen och fortfarande förälskad i Fredigundis. Landerich bränner hårlocken. 
Kungen och Fredigundis vigs men Landerich tvekar om han kan kröna en mörderska. Drakolen stormar in och fördömer offentligt henne. Kungen låter sticka ut hans ögon och kröner själv sin nya drottning.
Akt III
Några år senare har en prins fötts men är dödligt sjuk. Fredigundis anar att det är hennes straff som gör sig påmind. Kungen tröstar henne medan den ruinerade Drakolen hörs klaga utanför. Hon ber Landerich att be för sonen men han kräver att hon avsäger sig kronan och bekänner sina synder. Hon låtsas gå med på detta medan hon förbereder en giftdryck åt honom. Av misstag tömmer kungen giftbägaren. Han dör och så även sonen. Efter begravningen går hon in i katedralen i Rouen där Drakolen håller dödsmässa över kungens lik. Hon ber till de hedniska gudarna att återuppväcka kungen varpå hon utför en vild dans. Plötsligt krossas sarkofaglocket och bitarna faller ner över hennes hår så hon inte kan röra sig. Morgonljuset förvandlar hennes röda hår till vitt. Drakolen och Landerich hör hur hon ångrar sina synder. I dödsögonblicket ser hon sin make och son varpå hon lugnt kan dö i frid.